# Harnes

Harnes este o comună în departamentul Pas-de-Calais, Franța. În 1 ianuarie 2022 avea o populație de 12.264 de locuitori.